# چاه آبی لطیف سرخه
چاه آبی لطیف سرخه یک منطقهٔ مسکونی در ایران است که در دهستان سرخه، شهرستان شوش و در استان خوزستان واقع شده‌است. در سرشماری سال ۲۰۰۶ موجودیت آن مشخص شد اما جمعیت آن گزارش نشده‌است.